# 보산원초등학교
보산원초등학교는 대한민국 충청남도 천안시 동남구에 있는 공립 초등학교이다.

## 학교 연혁
- 1939년 9월 6일: 개교
- 1985년 9월 1일: 병설유치원 개원
- 1996년 3월 1일: 보산원초등학교로 개칭
- 2016년 2월 19일: 제68회 졸업
- 2017년 3월 1일: 5학급(복식 2학급) 편성, 병설유치원 1학급

## 참고 자료
- 보산원초등학교 - 한국교육학술정보원 학교알리미